# Музыкальная игра

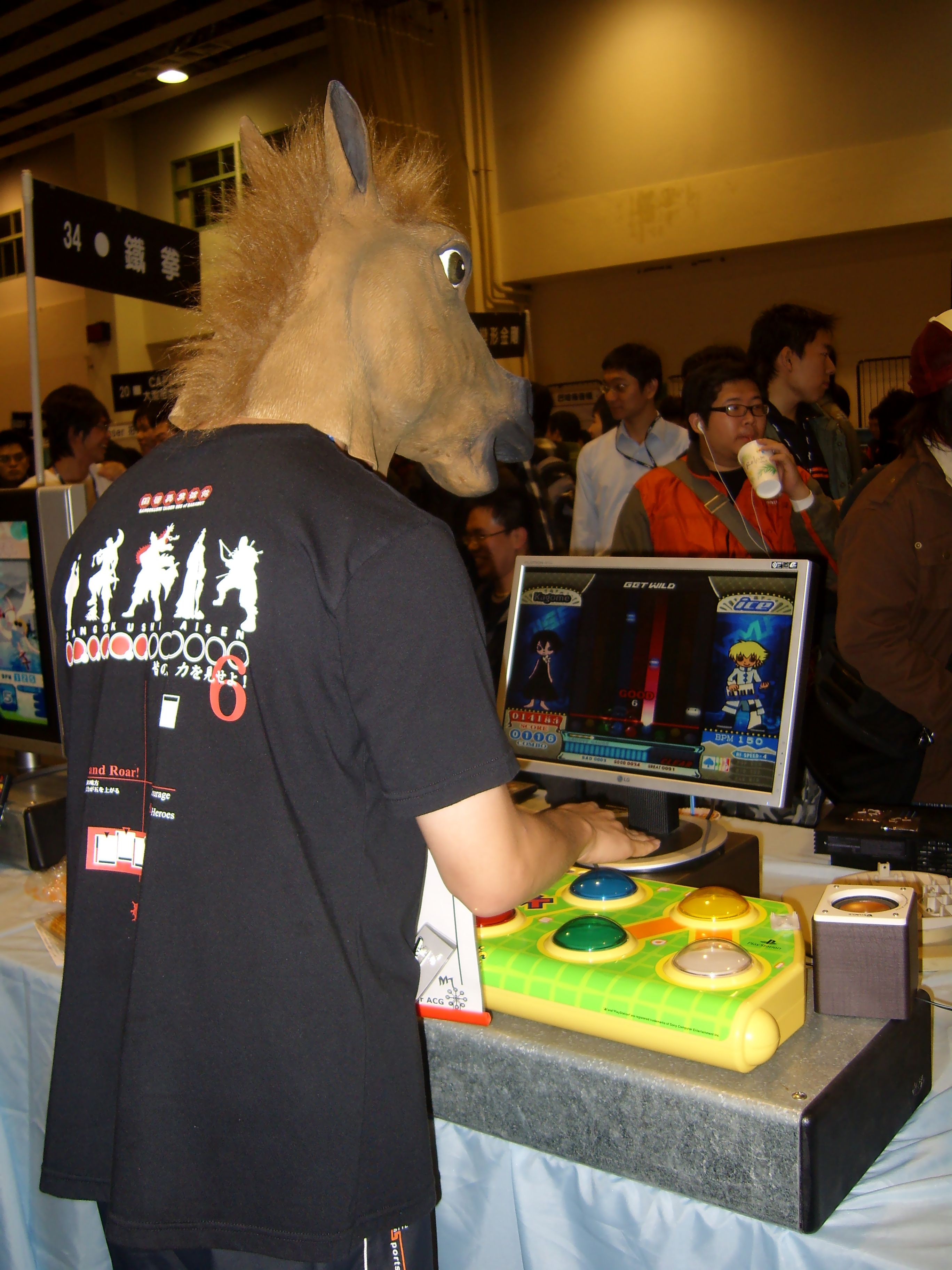
Человек, играющий в ритм-игру Pop’n’Music от Konami

Музыкальная игра (англ. rhythm game, rhythm action) — жанр компьютерных игр, где во главу ставится музыкальная составляющая, а от игрока требуется наличие чувства ритма.

## Описание
Игры данного жанра берут за основу танцы или исполнение группой музыкальных композиций. Игроки должны в соответствии с тем, что демонстрируется на экране, нажимать определённые кнопки или выполнять танцевальные движения. В случае успеха начисляются очки. Многие музыкальные игры также предлагают многопользовательские режимы, где игроки либо сражаются друг с другом на счёт, либо играют в одной команде, олицетворяя собой группу.
Некоторые игры жанра позволяют использовать стандартные геймпады, однако, большинство из них требуют специальные контроллеры, выполненные в виде музыкальных инструментов. Для многих танцевальных игр выпускают особые коврики с реагирующими на нажатие областями.

## История
В 1996 году вышла PaRappa the Rapper — первая игра, которая определила направление движения всего жанра. Выпущенная Konami в 1997 году Beatmania повысила интерес к музыкальным играм в Японии. После этого Bemani, подразделение компании Konami, выпустило ещё несколько игр этого жанра. Самым успешным их продуктом на территории Японии, а также за её пределами, стала Dance Dance Revolution. После этого рынок начал заполняться её клонами, вплоть до выхода Guitar Hero, игры Harmonix Music Systems. Источником вдохновения компании стали ранние японские музыкальные аркады, однако в GH уклон был сделан на западную рок-музыку. Возродив жанр музыкальных игр, она положила начало таким сериям, как Guitar Hero и Rock Band.
К 2008 году жанр музыкальных игр стал одним из самых популярных жанров компьютерных игр наряду с «action». Тем не менее, в 2009 году рынок был переполнен разнообразными ответвлениями от основных игр, что привело к падению выручки издателей музыкальных игр почти на 50 %. Как следствие, компании сократили планы на дальнейшее развитие жанра в 2011 году.
Несмотря на это, жанр музыкальных игр жив и продолжает развиваться. Появляются новые игровые серии, использующие возможности новых контроллеров, таких как Wii Motion Plus, PlayStation Move и Kinect (например, Just Dance и Dance Central). Вышедшие же игры продолжают существовать за счёт выпуска загружаемого контента с новыми песнями.